# Clifford A. Pickover

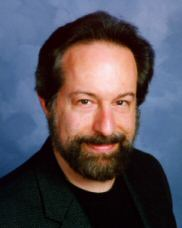
Clifford A. Pickover

Clifford Alan Pickover (* 15. August 1957) ist ein US-amerikanischer Autor populärwissenschaftlicher Bücher über Mathematik und Naturwissenschaften sowie Wissenschaftsjournalist.

## Biografie
Pickover studierte am Franklin and Marshall College in Lancaster (Pennsylvania) und promovierte 1982 an der Yale University in Biochemie (Strukturuntersuchung von Proteinen mit Röntgenstrahlen). Seit 1982 ist er am Thomas J. Watson Research Center von IBM. Zuerst als Wissenschaftler in der Sprachsynthese (und der Entwicklung einer Graphik-Workstation für Sprachuntersuchungen TUSK), später als Herausgeber des IBM Journal of Research and Development.

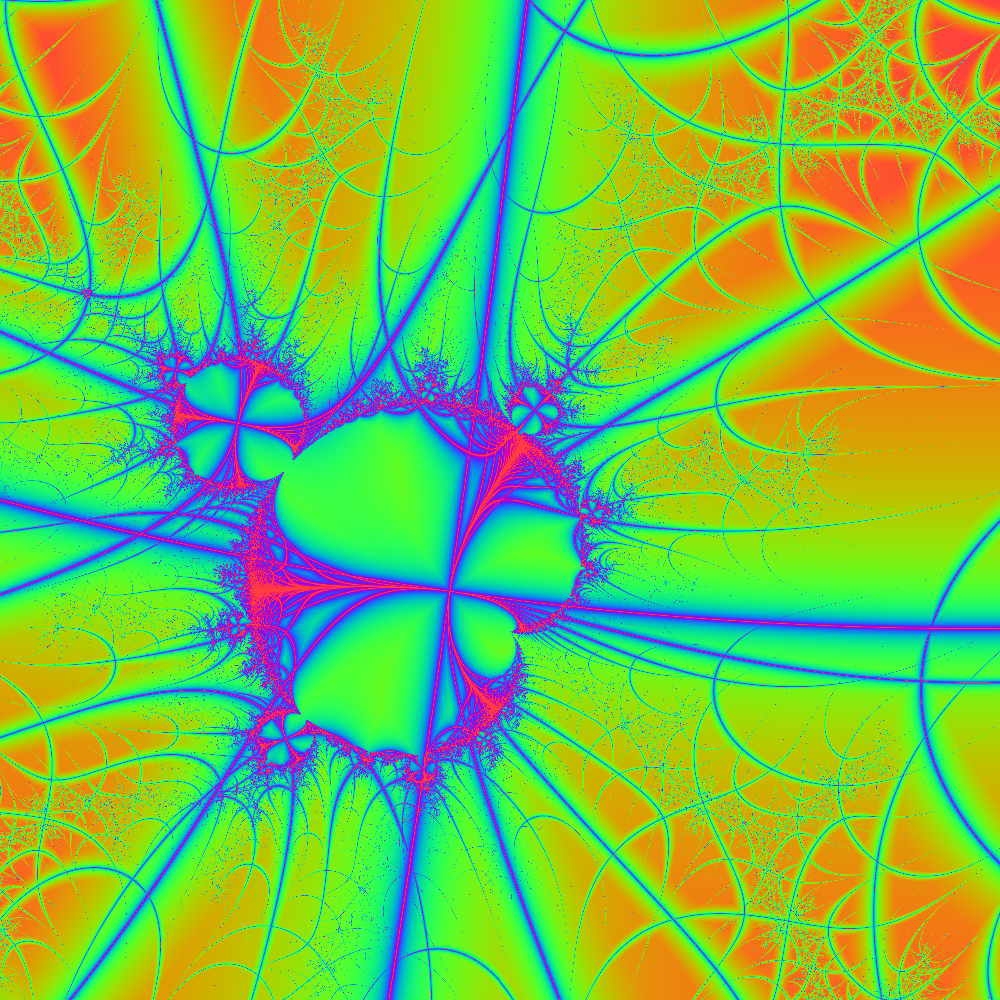
Pickover stalks in der Mandelbrot-Menge

Er hatte lang eine mathematische Kolumne in „Discover Magazine“ und hat eine Kolumne im Magazin „Odyssey“, bei dem er auch Mitherausgeber ist. Er ist Mitherausgeber von „Computers and Graphics“. Er ist der Autor zahlreicher technischer Artikel und populärwissenschaftlicher Bücher, in denen oft Methoden der Computergraphik auf die unterschiedlichsten Gebiete angewandt werden. Er hält auch zahlreiche Patente. Pickover schrieb auch Science Fiction Bücher und auch seine populärwissenschaftlichen Bücher, anfangs meist um Muster in Mathematik und Natur wie bei Fraktalen unterschiedlichster Art und in der Chaosphysik, drehten sich später häufig um Grenzbereiche der Wissenschaft und über Religion.
In der Mathematik und Unterhaltungsmathematik sind zum Beispiel von bzw. nach ihm benannt:
- Pickover-Stalks (eine Konfiguration in der Mandelbrot-Menge)
- Vampirzahlen[1]
- Faktorion-Zahlen[2]
- Jonglier-Folgen (Juggler Sequences)[3]
- Parasitäre Zahl
- Undulierende Zahl
- Belphegors Primzahl

## Schriften

### Sachbücher
Deutsche Ausgaben:
- Mit den Augen des Computers. Phantastische Welten aus dem Geist der Maschine. Markt und Technik, 1992.
- Alien IQ-Test. Ullstein TB, 1999.
- Die Mathematik und das Göttliche. Spektrum 1999.
- Dr. Googols wundersame Welt der Zahlen. Diederichs, 2002.
- Das Mathebuch: Von Pythagoras bis in die 57. Dimension. 250 Meilensteine in der Geschichte der Mathematik. Librero IBP, 2014, ISBN 978-90-8998-280-3.
- Das Physikbuch: Vom Big Bang zur Quantenauferstehung. 250 Meilensteine in der Geschichte der Physik. Librero IBP, 2014, ISBN 978-90-8998-360-2.
- Geschichte der medizinischen Wissenschaft: Vom Medizinmann bis zur Roboterchirurgie – 250 Meilensteine in der Geschichte der Heilkunde. Librero IBP, 2014, ISBN 978-90-8998-435-7.
- KÜNSTLICHE INTELLIGENZ: Aktuelle Geschichte der künstlichen Intelligenz Librero IBP, 2021, ISBN 978-94-6359-457-8.

Englische Ausgaben:
- Computers, Pattern, Chaos, and Beauty – graphics from an unseen world. St. Martin's Press, 1990, ISBN 0-486-41709-3.
- Computers and the Imagination – visual adventures beyond the edge. St. Martin's Press, 1991.
- Mazes for the Mind. St. Martin's Press, 1992.
- Chaos in Wonderland. St. Martin's Press, 1994.
- Keys to Infinity. Wiley, 1995.
- Black Holes: A Traveler's Guide. Wiley, 1996.
- The Alien IQ Test. Basic Books, 1997.
- The Loom of God. Plenum, 1997.
- The Science of Aliens. Basic Books, 1998.
- Time: A Traveler's Guide. Oxford University Press, 1998.
- Strange Brains and Genius - Secret Lives of Eccentric Scientists and Madmen. Quill, 1999.
- Surfing Through Hyperspace. Oxford University Press, 1999.
- Cryptorunes: Codes and Secret Writing. Pomegranate, 2000.
- The Girl Who Gave Birth to Rabbits – a true medical mystery. Prometheus, 2000.
- Wonders of Numbers. Oxford University Press, 2000.
- Dreaming the Future – the fantastic story of prediction. Prometheus, 2001.
- The Stars of Heaven. Oxford University Press, 2001.
- The Zen of Magic Squares, Circles, and Stars. Princeton University Press, 2002, ISBN 0-691-11597-4.
- The Mathematics of Oz. Cambridge University Press, 2002, ISBN 0-521-01678-9.
- The Paradox of God and the Science of Omniscience. St. Martin's Press, 2002, ISBN 1-4039-6457-2.
- Calculus and Pizza. John Wiley & Sons, 2003, ISBN 0-471-26987-5.
- Sex, Drugs, Einstein, and Elves - Sushi, Psychedelics, Parallel Universes and the Quest for Transcendence. Smart Publications, 2005, ISBN 1-890572-17-9.
- A Passion for Mathematics. John Wiley & Sons, 2005, ISBN 0-471-69098-8.
- The Mobius Strip. Thunder's Mouth Press, 2006, ISBN 1-56025-826-8.
- A Beginner's Guide to Immortality. Thunder's Mouth Press, 2007, ISBN 978-1-56025-984-8.
- The Heaven Virus. Lulu, 2007, ISBN 978-1-4303-2969-5.
- Archimedes to Hawking: Laws of Science and the Great Minds Behind Them. Oxford University Press, 2008, ISBN 978-0-19-533611-5.
- Jews in Hyperspace. Kindle Edition, 2009.
- The Loom of God. Sterling Publishing, 2009, ISBN 978-1-4027-6400-4.
- The Math Book: From Pythagoras to the 57th Dimension, 250 Milestones in the History of Mathematics. Sterling Publishing, 2009, ISBN 978-1-4027-5796-9.
- The Physics Book: From the Big Bang to Quantum Resurrection. Sterling Publishing, 2011, ISBN 978-1-4027-7861-2.
- The Medical Book: From Witch Doctors to Robot Surgeons. Sterling Publishing, 2012, ISBN 978-1-4027-8585-6.

Jedes Jahr gibt er den Kalender Mind-Bending Puzzles heraus.

### Science Fiction
- mit Piers Anthony: Spider Legs. Tor, 1998.
- Liquid Earth. The Lighthouse Press,  2002.
- The Lobotomy Club. The Lighthouse Press, 2002.
- Sushi Never Sleeps. The Lighthouse Press, 2002.
- Egg Drop Soup. The Lighthouse Press, 2002, ISBN 0-9714827-9-9.

### Als Herausgeber
- Spiral Symmetry. World Scientific, 1992, ISBN 981-02-0615-1.
- Visions of the Future: Art, technology and computing in the 21.century. St. Martin's Press, 1993.
- Frontiers of Scientific Visualization. Wiley, 1994.
- Future Health: Computers & Medicine in the 21st Century. St. Martin's Press, 1995.
- The Pattern Book: Fractals, Art, and Nature. World Scientific, 1995.
- Visualizing Biological Information. World Scientific, 1995.
- Fractal Horizons. St. Martin's Press, 1996.
- Chaos and Fractals. Elsevier, 1998.